# Second hand Rose
Second hand Rose is een lied geschreven door James Hanley en Grant Clarke. Het lied werd voor het eerst in 1921 gezongen door Fanny Brice, die er een grote hit mee had voor het Billboard-tijdperk. Het lied kreeg zijn bekendheid voornamelijk, doordat over het leven van Brice een musical en een film werden geschreven onder de titel Funny Girl. Het is dan ook dat het aantal covers pas in de jaren zestig goed op gang kwam om daarna meteen weer weg te sterven. De bekendste onder de vertolkers is Barbra Streisand.
Nederland kent het liedje ook als Tweedehands Jet met tekst van Pieter Goemans gezongen door Corry Brokken en Rita Corita. Duitsers kennen het wellicht als Kind Nummer 10, gezongen door Mary Roos, maar ook door Brokken.

## Barbra Streisand
Second hand Rose is een single van Barbra Streisand. Het is afkomstig van de original cast recording of Funny Girl, en stond ook op haar album My name is Barbra, two. Streisand speelde zowel in de musical als in de film de rol van Fanny Brice, dochter van Rose.

### Hitnotering
Streisand stond met Second hand Rose "slechts" negen weken in de Billboard Hot 100 en kwam niet verder dan plaats 32. In het Verenigd Koninkrijk stond het lied dertien weken genoteerd in de UK Singles Chart, hoogste positie aldaar was plaats 14. In Nederland zetten The Kinks en Nancy Sinatra Streisand de voet dwars voor de eerste plaats met Dedicated follower of fashion respectievelijk These Boots Are Made for Walkin'.

#### Nederlandse Top 40
| Positie: | 36 | 17 | 10 | 7 | 6 | 5 | 4 | 4 | 3 | 3 | 4 | 6 | 10 | 15 | 21 | 36 | uit |

#### Voorloper van de NederlandseDaverende 30
| Positie: | 16 | 14 | 12 | 8 | 6 | 6 | 5 | 4 | 4 | 3 | 4 | 10 | 12 | 19 | uit |

#### BelgischeBRT Top 30
Deze hitlijst bestond nog niet.

#### Voorloper VlaamseUltratop 30
| Positie: | 20 | 18 | uit |

#### Evergreen Top 1000
| Evergreen Top 1000 "Second Hand Rose" | Evergreen Top 1000 "Second Hand Rose" | Evergreen Top 1000 "Second Hand Rose" | Evergreen Top 1000 "Second Hand Rose" | Evergreen Top 1000 "Second Hand Rose" | Evergreen Top 1000 "Second Hand Rose" | Evergreen Top 1000 "Second Hand Rose" | Evergreen Top 1000 "Second Hand Rose" | Evergreen Top 1000 "Second Hand Rose" | Evergreen Top 1000 "Second Hand Rose" | Evergreen Top 1000 "Second Hand Rose" |
| Jaar                                  | 2008                                  | 2009                                  | 2010                                  | 2011                                  | 2012                                  | 2013                                  | 2014                                  | 2015                                  | 2016                                  | 2017                                  |
| ------------------------------------- | ------------------------------------- | ------------------------------------- | ------------------------------------- | ------------------------------------- | ------------------------------------- | ------------------------------------- | ------------------------------------- | ------------------------------------- | ------------------------------------- | ------------------------------------- |
| Positie                               | 524                                   | 234                                   | 596                                   | 586                                   | 534                                   | 578                                   | 386                                   | -                                     | -                                     | -                                     |

#### NPO Radio 2 Top 2000
Second hand Rose stond alleen in 2007 in de NPO Radio 2 Top 2000, op plek 1674.